# بروس بوتلر
بروس أ. بوتلر (بالإنجليزية: Bruce A. Beutler)‏ (من مواليد 29 ديسمبر 1957 في شيكاغو بولاية إلينوي الأمريكية) هو طبيب مناعة أمريكي، حاز بالمشاركة مع جول هوفمان، على نصف جائزة نوبل في الطب للعام 2011 على اكتشافاتهم المتعلقة ب«تفعيل المناعة الفطرية» (ذهب النصف الآخر من الجائزة إلى رالف م. ستينمان ل «له اكتشاف الخلية الشجرية ودورها في الحصانة التكيفية»).

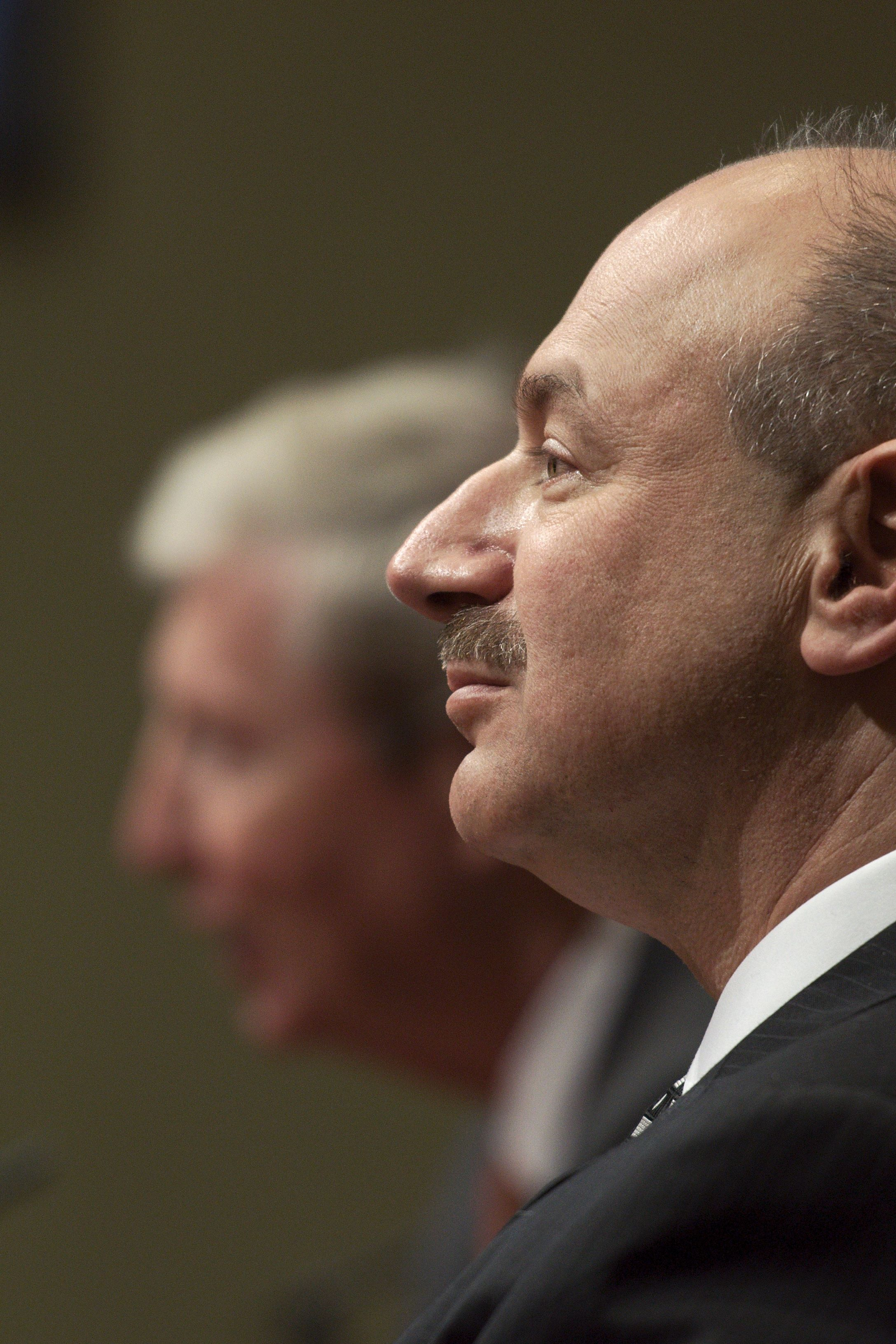
جول إيه هوفمان (الخلفية) وبيوتلر

يعمل بوتلر حالياً مديراً لمركز علم الوراثة بمركز الجنوب الغربي الطبي التابع لجامعة تكساس في دالاس، وأستاذاً ورئيساً لقسم علم الوراثة في معهد سكريبس للأبحاث، في لاهويا بولاية كاليفورنيا الأمريكية. وقد كان والده إرنست بوتلر أستاذاً لعلم أمراض الدم وعلم الوراثة الطبي، وسبق لبوتلر الأب أن شغل منصب أستاذ ورئيس قسم في معهد سكريبس.

## الأسرة
تزوج بوتلر من باربرا في عام 1980 وتطلقا في عام 1988، لدى بوتلر ثلاثة الأطفال: دانيال (مواليد عام 1983)، إليوت (مواليد عام 1984)، وجوناثان (مواليد عام 1987).

## وصلات خارجية
- بروس بوتلر على موقع الموسوعة البريطانية (الإنجليزية)
- بروس بوتلر على موقع مونزينجر (الألمانية)
- بروس بوتلر على موقع إن إن دي بي (الإنجليزية)
- مؤسسة بالزان-الموقع الرسمي
- مؤسسة روبرت كوخ-الموقع الرسمي
- مختبر باتلر بروس-الموقع الرسمي